# St. Martinus (Fridingen)

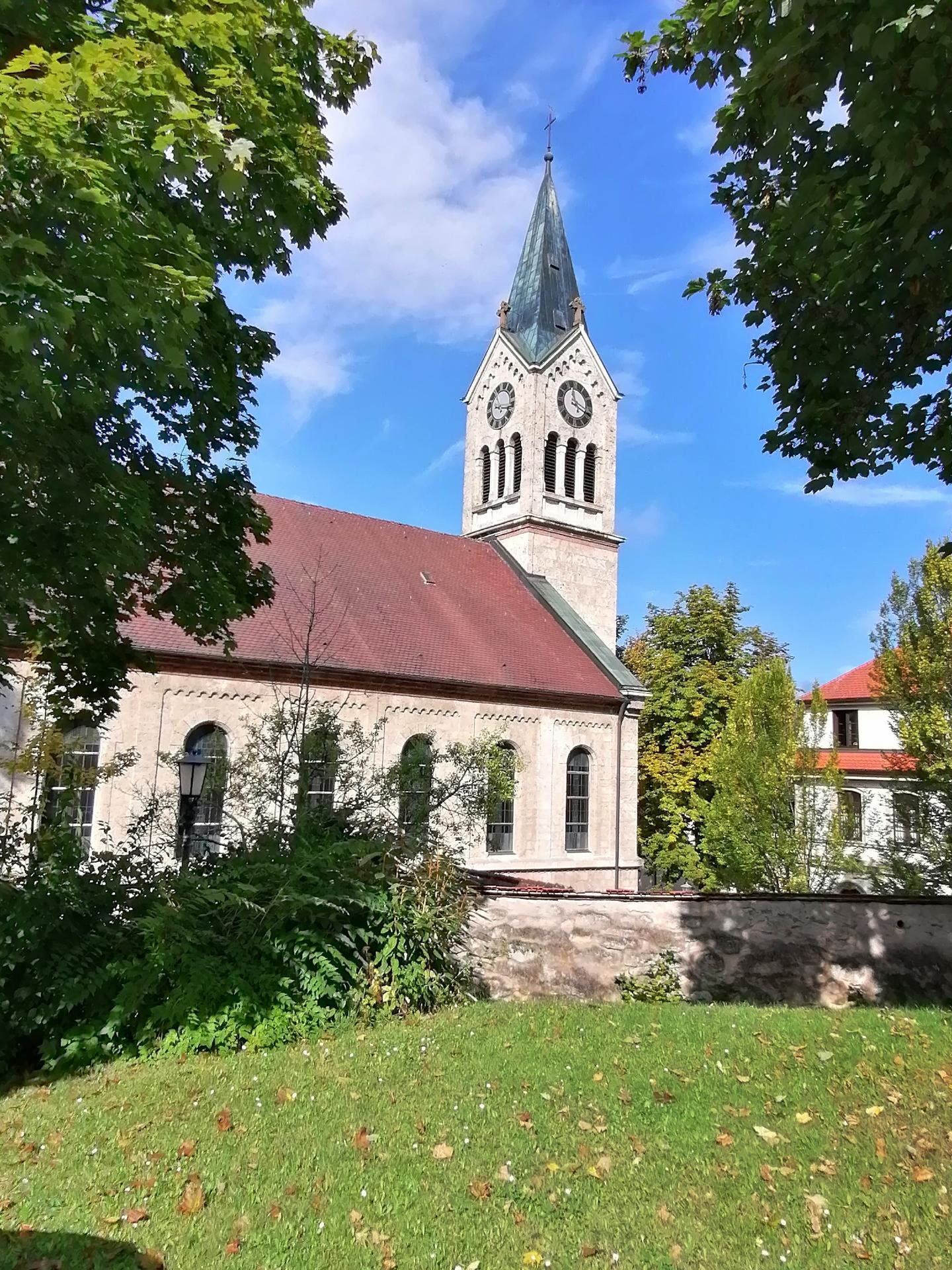
St. Martinus in Fridingen

St. Martinus ist eine römisch-katholische Pfarrkirche in Fridingen an der Donau im Landkreis Tuttlingen in Baden-Württemberg. Die neuromanische Kirche gehört zur Seelsorgeeinheit Donau-Heuberg im Dekanat Tuttlingen-Spaichingen der Diözese Rottenburg-Stuttgart.

## Geschichte und Architektur
Die erste Kirche an der Stelle des heutigen Gotteshauses wurde bereits im Jahr 861 erwähnt. Der nachfolgende mittelalterliche Kirchenbau, der 1287 geweiht wurde, bestand bis ins 19. Jahrhundert. Aufgrund von Baufälligkeit wurde dieser Vorgängerbau 1851 abgebrochen.
Die heutige Pfarrkirche St. Martinus wurde zwischen 1851 und 1853 im Stil der Neoromanik errichtet und 1857 geweiht. Sie ist nach Süden ausgerichtet und besteht aus regelmäßigem Natursteinquadermauerwerk. Die Anlage umfasst ein Langhaus mit Satteldach, eine halbrund geschlossene Apsis im Süden, eine kleine westlich angefügte Sakristei sowie einen nordseitig vorspringenden Fassadenturm mit spitzem Helmdach und freistehenden Giebeln. Ein markantes Stockwerksgesims, Lisenen und Rundbogenfriese gliedern die Fassade, während zweigeschossige Rundbogenfenster das Langhaus belichten.
Im Inneren führt ein Windfang unter der Orgelempore hindurch in das einschiffige, flach gedeckte Langhaus mit erhöhtem Mittelschiff. Der Chorraum ist eingezogen und halbrund geschlossen.
Im Jahr 1900 erfolgte eine erste umfassende Umgestaltung des Innenraums, bei der Teile der Ausstattung und liturgische Anordnung verändert wurden. Zwischen 1971 und 1973 wurde der Innenraum erneut überarbeitet, wobei insbesondere der Chorraum und das Kirchenschiff an die Erfordernisse der Liturgiereform nach dem Zweiten Vatikanischen Konzil angepasst wurden.
Links neben der Kirche befindet sich die 1880 geweihte Ölbergkapelle im Stil der Beuroner Kunstschule. Sie steht an der Stelle des ehemaligen Hochaltars der Vorgängerkirche.

## Ausstattung

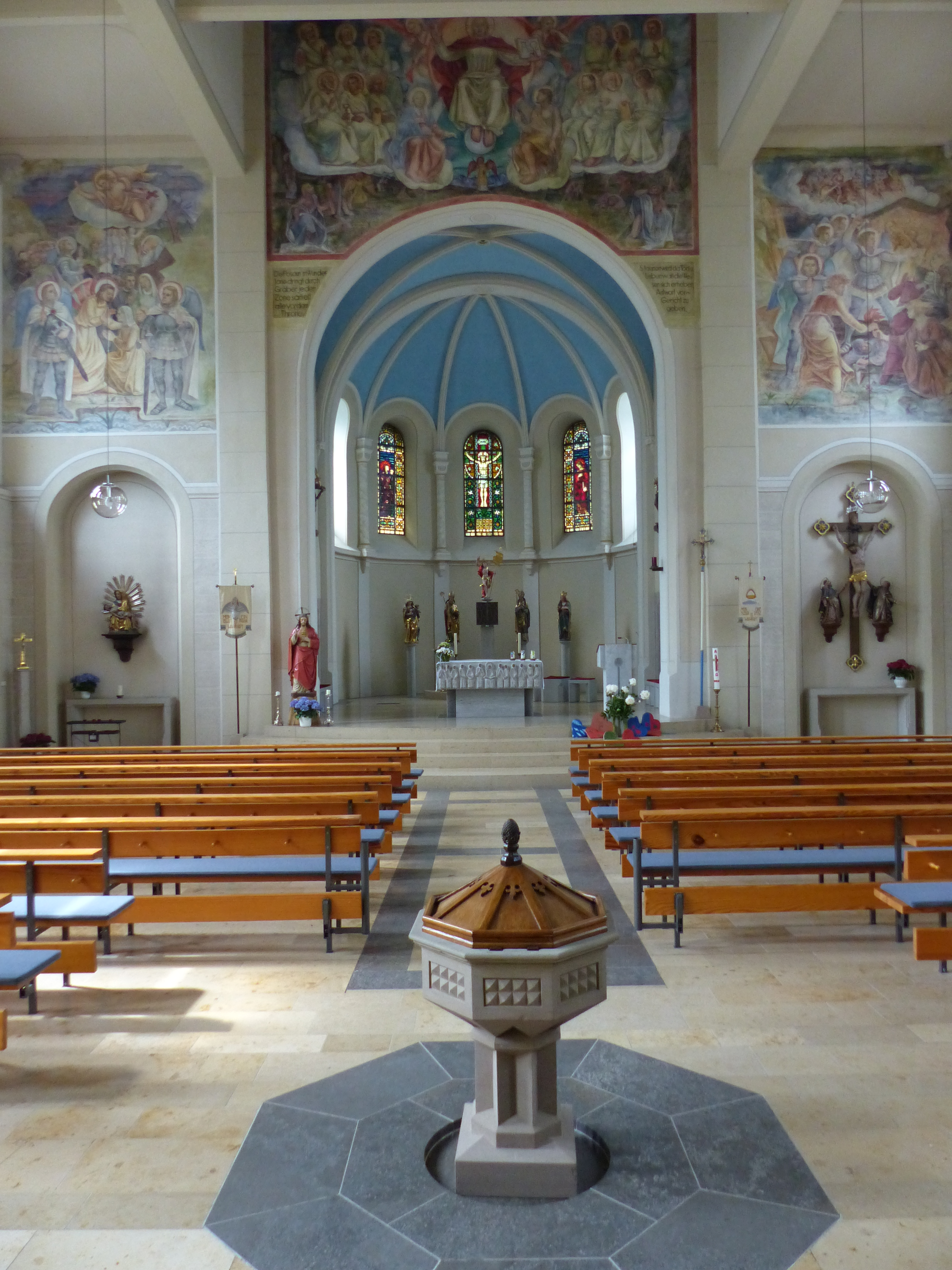
Chorwandfresko „Das Jüngste Gericht“

Trotz ihrer Entstehung im 19. Jahrhundert beherbergt die Kirche St. Martinus zahlreiche Kunstwerke aus früheren Jahrhunderten, die aus den Vorgängerbauten übernommen wurden und die lange sakrale Kontinuität des Ortes bezeugen.
Zu den bedeutendsten Werken zählt eine hochgotische Pietà aus der Zeit um 1420. Daneben befinden sich mehrere spätgotische Skulpturen aus dem späten 15. Jahrhundert um 1480 sowie eine barocke Statue des heiligen Sebastian von ca. 1700. Zwei Figuren der Apostelfürsten Petrus und Paulus stammen aus dem Jahr 1816 und wurden vom Fridinger Bildhauer Josef Hamma geschaffen.
Auf der Empore befindet sich das barocke Hochaltarbild mit einer Darstellung der sogenannten „Martinsmesse“. Das Gemälde stammt aus dem Jahr 1690 und wurde von dem Maler Matthäus Zehender geschaffen.
Das große dreiteilige Chorwandfresko „Das Jüngste Gericht“ wurde 1941 von dem aus Fridingen stammenden Kunstmaler Alfons Epple geschaffen. Das monumentale Fresko ist eines der wenigen großformatigen Werke christlicher Sakralkunst, die während des Zweiten Weltkriegs entstanden sind.

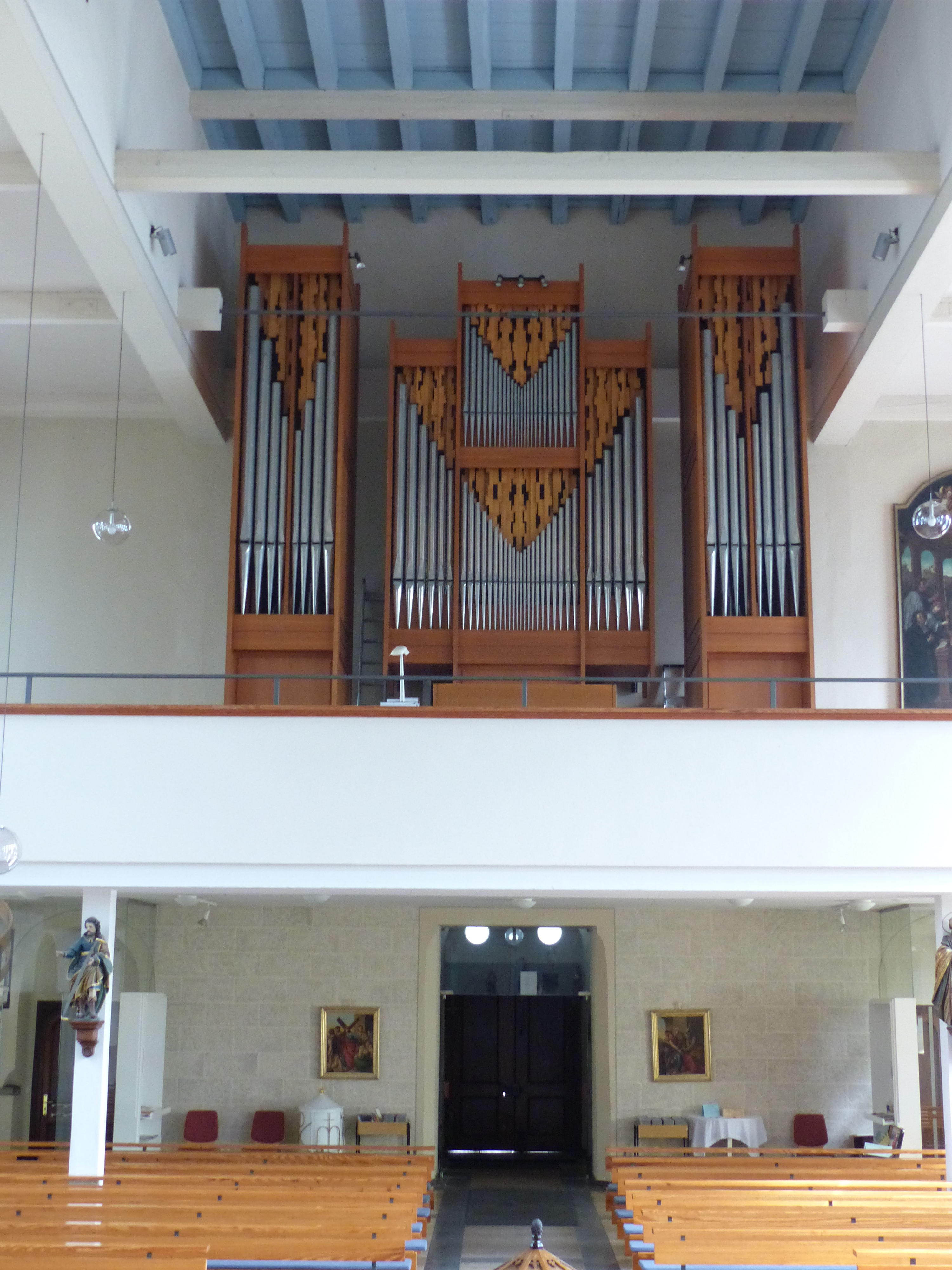
Empore mit Albiez-Orgel

Die Orgel wurde 1972/73 von Winfried Albiez errichtet und hat 25 Register auf zwei Manualen und Pedal.